# Zdzisław Straszewicz

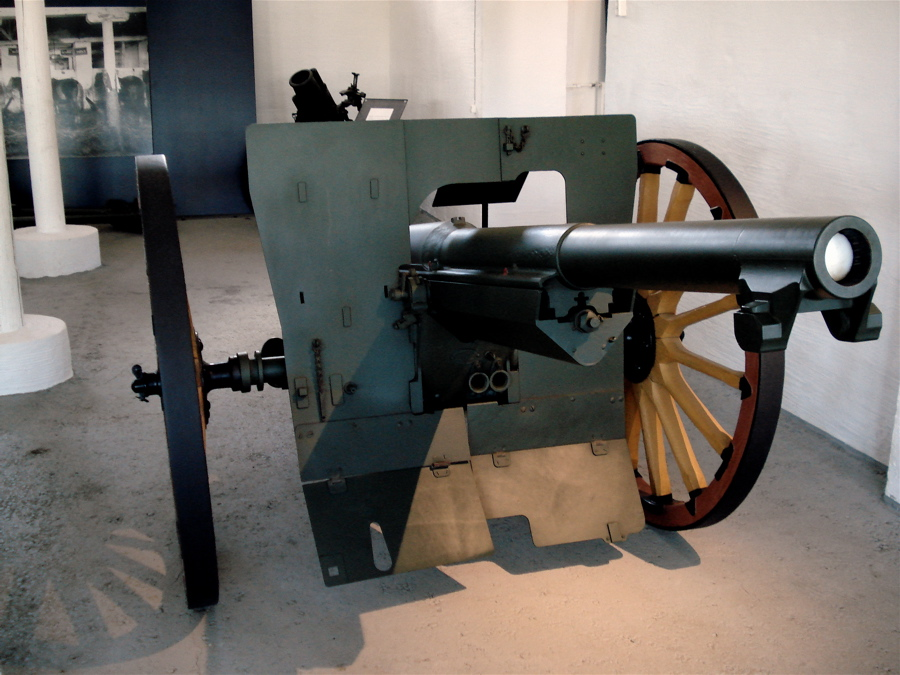
Armata 75 mm typu będącego na wyposażeniu pułku, w którym walczył Straszewicz

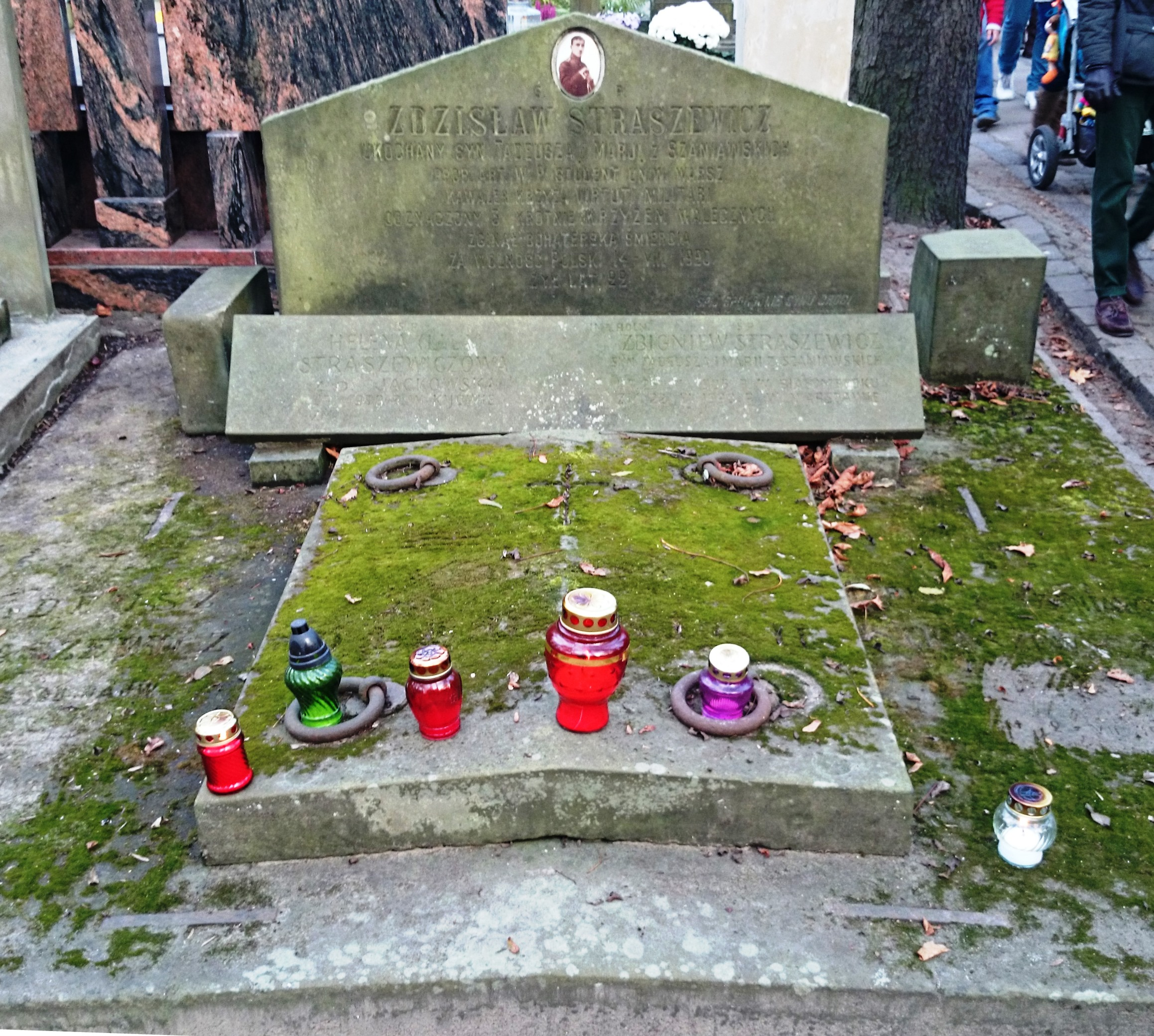
Grób rodzinny Zdzisława Straszewicza na warszawskich Powązkach

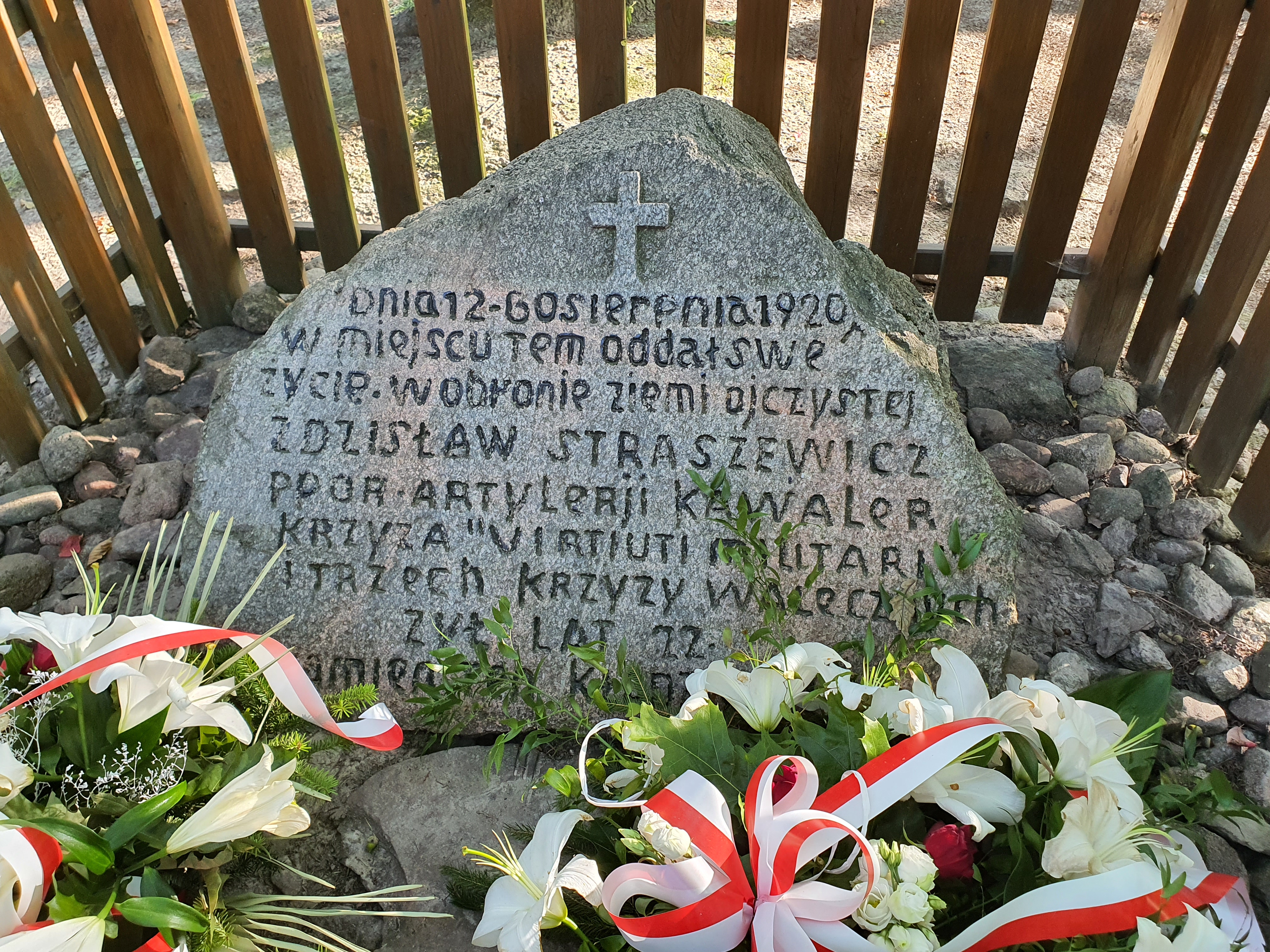
Kamień upamiętniający miejsce śmiertelnego ranienia Zdzisława Straszewicza

Zdzisław Straszewicz herbu Odrowąż (ur. 7 grudnia 1897 w Tykocinie, zm. 14 sierpnia 1920 w Warszawie) – podporucznik artylerii Wojska Polskiego, kawaler Orderu Virtuti Militari.

## Życiorys
Pochodził z rodziny szlacheckiej, był synem Tadeusza i Marii z Szaniawskich. Miał dwóch młodszych braci: Czesława i Zbigniewa. Jego stryjami byli m.in. Ludwik Straszewicz (ojciec Bohdana Straszewicza) i Zygmunt Straszewicz. Jego bratem ciotecznym (synem siostry ojca, która wyszła za Ksawerego Sporzyńskiego) był m.in. Adam Sporzyński, a braćmi stryjecznymi – m.in. Jan Straszewicz i Stefan Straszewicz.
Zdzisław po uzyskaniu matury rozpoczął studia na Politechnice w Petersburgu. W 1916 roku został powołany do rosyjskiego wojska, gdzie ukończył Michajłowską Szkołę Artyleryjską i w lipcu 1917 roku został mianowany chorążym. Po wybuchu rewolucji październikowej wrócił do Polski, gdzie kontynuował studia na Wydziale Prawa Uniwersytetu Warszawskiego. 
11 listopada 1918 roku wstąpił ochotniczo do Wojska Polskiego i został skierowany do 4. baterii 10 pułku artylerii polowej, a następnie do 4. baterii 2 pułku artylerii polowej Legionów.

Jego dowódca, gen. Jan Bokszczanin tak opisywał jego udział w bitwie z bolszewikami w 1920 roku:

Znajdował się w pierwszej linii, zaciekle bronił Pułtuska, a następnie linii Domosław-Pokrzywnica-Dzbanica-Laski, broniąc dostępu do serca Polski, Warszawy.

Wszystkie, wielokrotnie ponawiane, natarcia bolszewickie pod Pułtuskiem zostały odparte przez polską artylerię ... 

...dzięki fachowemu i umiejętnemu kierowaniu przez ppor. Straszewicza, oraz jego osobistej odwadze i zimnej krwi (...). Ppor. Straszewicz, nie zważając na silny ogień nieprzyjacielskiej artylerii pozostał dalej na punkcie obserwacyjnym, prowadząc intensywny ogień, dzięki temu dając możność odmaszerowania własnej piechocie bez kontaktu z nieprzyjacielem, który nadaremnie próbował się posunąć.

Mimo że został ranny, pozostał na stanowisku pod wsią Domosław i dalej kierował ogniem artylerii. Dopiero telefoniści wynieśli go na rękach i wsadzili na konia. Dwa dni był transportowany do Warszawy. Zmarł 14 sierpnia 1920 roku w Szpitalu Ujazdowskim na rękach matki.
Został pochowany na cmentarzu Powązkowskim w Warszawie (kwatera 26, rząd 6, miejsce 29,30).

## Ordery i odznaczenia
- Krzyż Srebrny Orderu Wojskowego Virtuti Militari nr 4544[5] – 30 października 1920[3],
- Krzyż Walecznych (według inskrypcji na grobie Straszewicz był trzykrotnie odznaczony Krzyżem Walecznych[4]).

## Upamiętnienie
W latach 20. XX wieku sumptem matki Zdzisława Straszewicza w miejscu śmiertelnego ranienia Zdzisława, w lesie na terenie Leśnictwa Pokrzywnica koło Domosławia położono skromny kamień. Na kamieniu wyryto słowa: Dnia 12-tego sierpnia 1920 / w miejscu tem oddał swe / życie w obronie ziemi ojczystej / Zdzisław Straszewicz / ppor. artylerji kawaler / Krzyża Virtuti Militari / i trzech Krzyży Walecznych. / Żył lat 22. / Kamień ten kładzie matka (pisownia oryginalna). Położony w lesie kamień zainteresował w 2012 roku sekcję 13 Pułku Piechoty Pułtuskiego Towarzystwa Społeczno-Kulturalnego i Nadleśnictwa Pułtusk. Przy wsparciu Nadleśnictwa Pułtusk kamień został odnowiony w 2013 roku i od tej pory co roku 12 sierpnia lokalna społeczność obchodzi przy tym kamieniu rocznicę Bitwy Warszawskiej i śmierć bohaterskiego porucznika.